# Frédéric Rossif
Frédéric Rossif (* 16. Februar 1922 in Cetinje, Königreich der Serben, Kroaten und Slowenen; † 18. April 1990 in Paris, Frankreich) war ein preisgekrönter französischer Regisseur, Drehbuchautor, Fotograf und Dokumentarfilmer, der hauptsächlich für seinen Dokumentarfilm Sterben für Madrid und seine langjährige Zusammenarbeit mit dem Komponisten Vangelis bekannt wurde.

## Leben und Karriere
Rossif, 1922 in Montenegro geboren und in Italien aufgewachsen, studierte zuerst in Rom, bevor er 1941 der Fremdenlegion beitrat. Im Zweiten Weltkrieg beteiligte er sich an der Landung in der Provence im September 1944. Nach dem Krieg schied er aus der Fremdenlegion aus. Er beschloss jedoch in Frankreich zu bleiben und lebte fortan in Paris.
Er arbeitete im Pariser Club Saint-Germain und traf dort die literarischen Ikonen seiner Zeit, Sartre, Camus, Boris Vian, Malcolm Lowry und auch Ernest Hemingway.
Als aktiver Mitarbeiter der französischen Cinématheque organisierte er von 1949 bis 1950 ein Festival der Avantgarde in Antibes. Er arbeitete seit 1952 für den ORTF und beteiligte sich an der Sendung 5 colonnes à la une. Darüber hinaus arbeitete er auch an Ausgaben des Cinépanorama François Chalais.
Ende der 1950er Jahre spezialisierte sich Rossif auf Dokumentarfilme der Wildnis und dokumentarische Bearbeitung mit Archivmaterial. 1966 wurde er für seinen Dokumentarfilm Sterben für Madrid in der Kategorie Bester Dokumentarfilm für einen Oscar nominiert.
Schrieb der französische Komponist Maurice Jarre 1965 zum Film Les animaux noch die Musik, war es zu Beginn der 1970er Jahre (seit L’apocalypse des animaux 1972) in der Regel der griechische Komponist Vangelis, der fortan in der Hauptsache seine Filme musikalisch betreute. Unter anderem bei Le cantique des créatures Georges Braque ou Le temps différent (1975), La fête sauvage (1976), L'opéra sauvage TV-Serie (1977), Le cantique des créatures: Pablo Picasso pintor (1982), Sauvage et beau (1984) oder De Nuremberg à Nuremberg, der 1994 posthum veröffentlicht wurde.
Rossif schuf auch einige Dokumentarfilme über berühmte internationale Künstler unter anderem mit Porträts von den Malern Georges Braque, Georges Mathieu oder Pablo Picasso. Kurz vor seinem Tod hatte er noch eine kleine Gastrolle in Étienne Chatiliez Filmkomödie Tante Daniele.

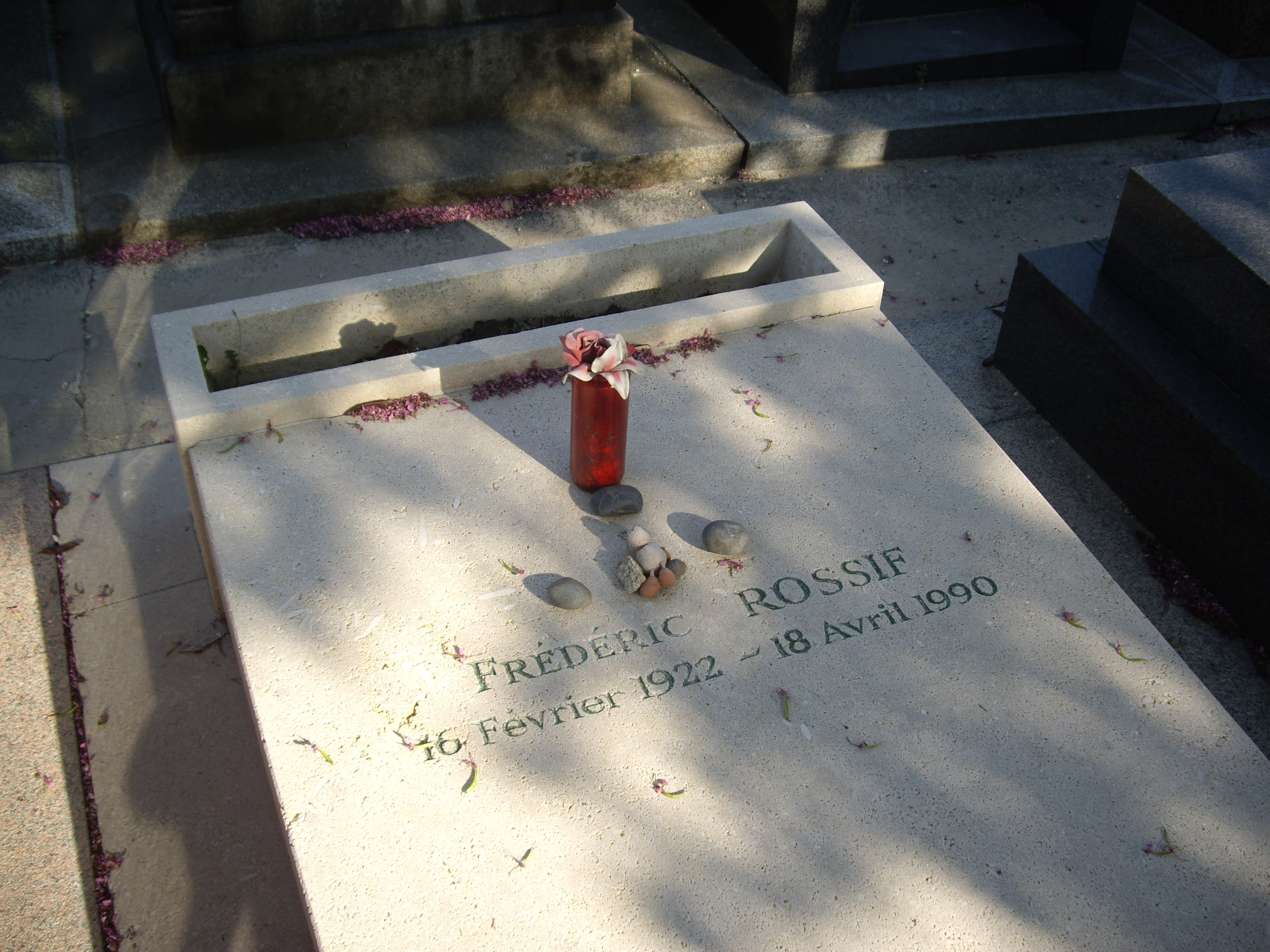
Grab von Frédéric Rossif, Friedhof von Montparnasse in Paris

Er starb am 18. April 1990 im Alter von 68 Jahren in Paris an den Folgen eines Herzinfarkts. Sein Grab befindet sich auf dem Friedhof Montparnasse.

## Auszeichnungen
- 1963: Jean-Vigo-Preis für Mourir à Madrid
- 1966: Oscar-Nominierung in der Kategorie Bester Dokumentarfilm für Mourir à Madrid
- 1968: Goldener Bär zusammen mit dem Regisseur François Reichenbach in der Kategorie Bester Kurzfilm für Portrait Orson Welles

## Filmografie
- 1958–1962: Cinépanorama (3 Folgen, 1958–1962)
- 1959: Vel’ d’Hiv
- 1959: Imprévisibles nouveautés
- 1960: Spécial Noël: Jean Gabin (TV)
- 1960: Le monde instantané
- 1960: Prélude à l’Asie
- 1961: Le temps du ghetto
- 1962: De notre temps
- 1963: Pour l’Espagne
- 1963: Sterben für Madrid (Mourir à Madrid, Dokumentarfilm)
- 1964: Sciences Po
- 1965: Pour trois milliards d’hommes (TV)
- 1965: Les animaux
- 1966: La liberté de blâmer
- 1967: Révolution d’octobre
- 1968: Roi de Bavière (TV)
- 1968: Portrait: Orson Welles (TV)
- 1969: Pourquoi l’Amérique
- 1970: La route romane
- 1971: Aussi loin que l’amour
- 1972: L’apocalypse des animaux (TV)
- 1972: Un mur à Jerusalem
- 1973: Verve
- 1974: Le cantique des créatures: Georges Mathieu ou La fureur d’être
- 1975: Le cantique des créatures: Georges Braque ou Le temps différent
- 1976: La fête sauvage
- 1977: L’opéra sauvage TV-Serie
- 1982: Brel
- 1982: Le cantique des créature: Pablo Picasso pintor
- 1984: Sauvage et beau
- 1987: Le coeur musicien
- 1994: De Nuremberg à Nuremberg